# البطولات الأسترالية 1962 (كرة مضرب)
هنا قائمة بالبطولات الأسترالية لكرة المضرب، المعروفة الآن باسم أستراليا المفتوحة لسنة 1962:

## الكبار

### فردي رجال
رود لافر هزم  روي إيمرسون 8-6 0-6 6-4 6-4

### فردي سيدات
مارغريت كورت هزم  جان ليهان 6-0, 6-2